# جون فارمر هيلي
جون فارمر هيلي (بالإنجليزية: John Farmer Healy)‏ هو قسيس جامايكي، ولد في 1900، وتوفي في 1973.